# Carlowrightia myriantha
Carlowrightia myriantha là một loài thực vật có hoa trong họ Ô rô. Loài này được (Standl.) Standl. mô tả khoa học đầu tiên năm 1947.